# Hyblaea puera
Hyblaea puera là một loài côn trùng trong họ Hyblaeidae. Loài này được Cramer miêu tả khoa học đầu tiên năm 1777.
Đây là loài gây hại của cây Tectona grandis, phát triển phổ biến ở Indonesia.